# Gazeta Polska w Kanadzie
Gazeta Polska w Kanadzie – polskojęzyczny tygodnik wydawany w Kanadzie w Winnipegu (Manitoba) od 6 listopada 1940 do 11 maja 1949, jako przedłużenie Gazety Katolickiej w Kanadzie.
Wydawcą była oficyna Canadian Publishers Ltd., zaś wśród kolejnych redaktorów  znaleźli się: Jan S. Pazdor (1940–47) i ks. M. Węcki (1949). Jej kontynuacją jest Gazeta Polska.